# John Burton (Mediziner)
John Burton (* 9. Juni 1710 in Colchester; † 19. Januar 1771 in Micklegate,  York) war ein englischer Arzt und Antiquar.

## Leben
John Burton wurde als Sohn eines Londoner Kaufmanns geboren. Er besuchte die Merchant Taylors’ School in Northwood und studierte anschließend am St. John’s College in Cambridge, wo er 1733 ein Examen ablegte. Anschließend studierte er Medizin an der Universität Leiden, in Paris und Reims. Er kehrte als Arzt nach England zurück, heiratete dort Mary Henson aus York und ließ sich in Wakefield nieder. 1738 übersiedelte er nach York, wo er an der Gründung des York County Hospital beteiligt war und hauptsächlich als Geburtshelfer arbeitete.

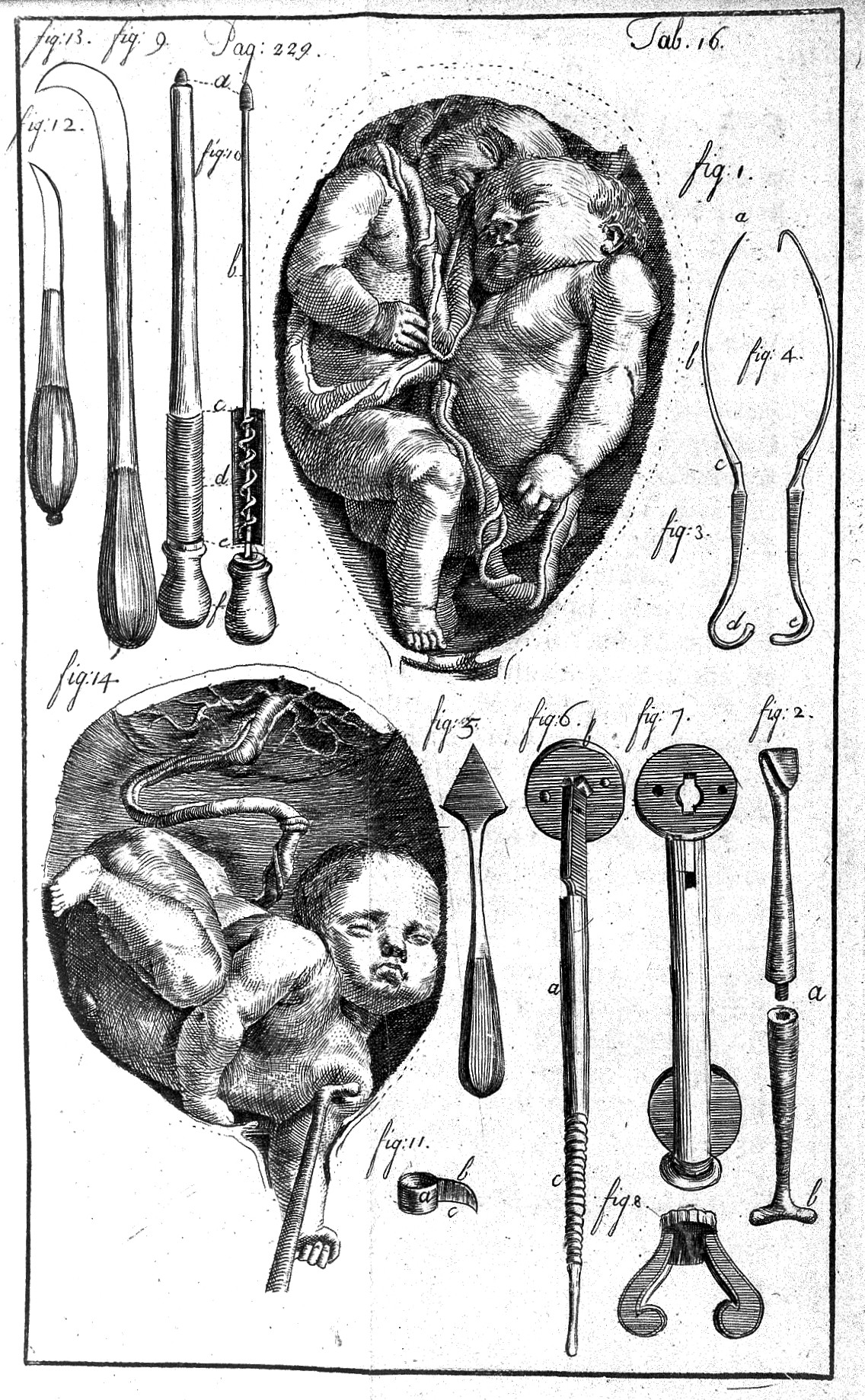
An essay towards a complete new system of midwifery. Kupferstich von George Stubbs

Burton war in Kollegenkreisen wegen seiner streitbaren und nachtragenden Persönlichkeit bekannt, da er sich gelegentlich in unverblümter Weise öffentlich über Kollegen äußerte. Zielscheibe seiner Polemiken war insbesondere der Gynäkologe William Smellie, der ab 1752 sein dreibändiges Standardwerk über Geburtshilfe, den Treatise on the Theory and Practise of Midwifery veröffentlichte.
1751 hatte Burton selbst das Buch An essay towards a complete new system of midwifery publiziert, offenbar in Eile und aus Sorge, sein Konkurrent Smellie könnte ihm zuvorkommen, denn er schrieb: „Man informierte mich, dass eine andere Person dabei sei, meine Neuerung zusammen mit eigenen Arbeiten zu veröffentlichen; das bewegte mich dazu, sie selbst zu veröffentlichen.“ Burton, der eine neue Art von Geburtszange entwickelt hatte, vertrat erstmals in der Geschichte der Medizin die These, dass Kindbettfieber durch Infektion entsteht, und er beschrieb Verfahren des Kaiserschnitts.
Illustriert war das Buch mit Kupferstichen von George Stubbs, der damals am York County Hospital Anatomie unterrichtete. Im Gegensatz zu den Kritiken über Smellies Buch, das von der Fachwelt sehr positiv aufgenommen wurde, blieb die Aufnahme von Burtons Buch eher kühl.
Burton starb am 17. Januar 1771. Er wurde in der Holy Trinity Church, Micklegate, bestattet.

## Burton und Laurence Sterne
Burton war ein Anhänger der Torys, die er sein Leben lang unterstützte. Während der County-Wahlen von 1741 unterstützte er massiv den Gegner des Whig-Kandidaten Jacques Sterne, anglikanischer Geistlicher und Onkel von Laurence Sterne. Sterne verlor die Wahl, was Burton die Feindschaft der Sternes einbrachte. In der Literatur zu Sternes Roman Leben und Ansichten von Tristram Shandy, Gentleman wird gelegentlich vermutet, dass Burton als Vorbild für den cholerischen Geburtshelfer Dr. Slop gedient hat. Sterne beschreibt den Arzt als unfähigen Quacksalber, der die Nase des Helden bei der Geburt mit einer Geburtszange gebrochen hat. In einer Liste der Ten of the best bad doctors des Guardian belegt Slop Platz 3.

## Antiquarische Forschungen
Burton, der in Cambridge u. a. Latein und Griechisch studiert hatte, befasste sich neben seiner Tätigkeit am York County Hospital mit dem Sichten und Sichern von Urkunden und schriftlichen Quellen unterschiedlicher Art, die die Kirchengeschichte seiner Heimatregion von der Christianisierung Englands bis zur Eroberung der Insel durch Wilhelm den Eroberer betrafen. Seine antiquarische Tätigkeit steht im Zusammenhang mit dem im Zeitalter der Aufklärung neu erwachten Interesse an architektonischen und schriftlichen Zeugnissen der eigenen Geschichte.
Gegenstand seiner Forschungstätigkeit war die Sicherung von Akten und Dokumenten von kirchlichen Einrichtungen wie Klöstern, Kirchen, Stiften und Hospizen. Viele Kirchen waren nach der Abschaffung des Mönchtums und der Auflösung der Klöster durch Heinrich VIII. zerstört worden. Zwar war eine Reihe von Klosterkirchen als Pfarrkirchen umgewidmet worden, die meisten wurden jedoch abgebrochen, niedergebrannt oder als Scheunen und Ställe genutzt.
Burton konnte sich dabei auf das fünfbändige Kompendium „Antiquities Ecclesiastical of the City of York …“ stützen, das James Torre (1649–1699) 1691 herausgebracht hatte, das er aber nicht als Quelle nennt.
Für jedes der aufgelisteten Gebäude gibt es eine kurze topographische Beschreibung, Anmerkungen über Besonderheiten an den Gebäuden, wie z. B. Stifterwappen, eine Liste des Landbesitzes der einzelnen Einrichtung, der Legate betreffend abzuhaltender Messen für Verstorbene, Listen der Priore bzw. der Priorinnen sowie Abschriften oder Exzerpte aus den Cartularien, von kirchlichen Erlassen, päpstliche Bullen etc. Da viele der von Burton ausgewerteten Dokumente nicht mehr im Original vorhanden sind, bleibt sein Monasticon Eboracense eine wichtige Geschichtsquelle.
Der erste Band des Monasticon Eboracense wurde 1758 gedruckt. Ein zweiter Band war von Burton angekündigt, für den er bereits umfangreiches Material zusammengebracht hatte, das vornehmlich aus den Vorarbeiten Torres’ stammte. Zustande kam 1759 allerdings nur ein acht Seiten umfassender Druck mit Auszügen aus einer Reihe päpstlicher Bullen, königlicher Erlasse und Dokumenten, die alle Whitby Abbey betreffen. Danach wurde das Projekt offenbar eingestellt.

## Schriften
- An essay towards a complete new system of midwifery. London 1751.

Vollständiger Titel: An Essay towards a complete new system of midwifry, theoretical and practical: Together with the descriptions, causes, and methods of removing, or ... and eighteen copper-plates ; in four parts.
Special edition. The Classics of Obstetrics & Gynecology Library. 1995.
- A letter to William Smellie, M.D. containing critical and practical remarks upon his treatise on the Theory and practice of midwifery. Wherein the ... mistakes and dangerous methods of practice... London: printed for W. Owen 1753.

Neuausgabe: Gale ECCO 2010. ISBN 978-1-17099012-4
- Monasticon Eboracense and the ecclesiastical history of Yorkshire; containing an account of the first introduction and progress of Christianity.... 2 Bände.  York 1758. 1759.
- Two Tracts on Yorkshire Antiquities in the Archæologia. 1768–1771.